# Arctocyon
Arctocyon ('chó gấu') là một chi tuyệt chủng của bộ Condylarthra. Sinh vật có kích thước bằng chó rừng này đi bằng cả gan bàn chân, đó là, nó đi bằng lòng bàn chân của nó, giống như một con gấu. Mặc dù có lẽ chủ yếu là sống trên mặt đất, có thể nó cũng leo cây. Arctocyon có lẽ là một động vật ăn tạp. 

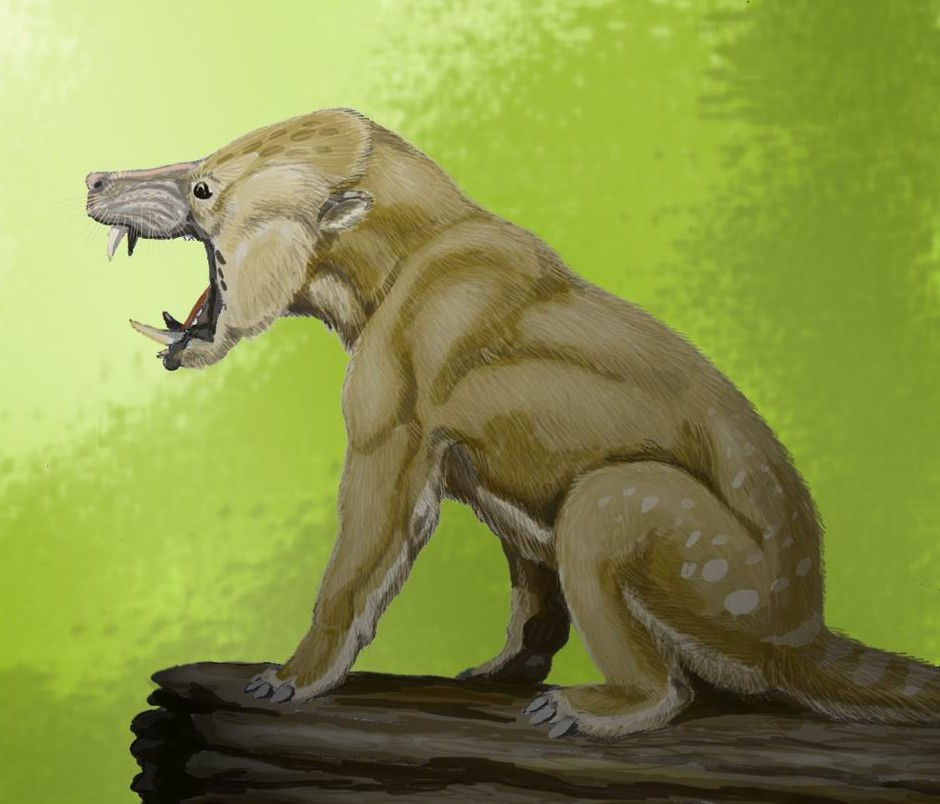
Artist's reconstruction